# Shohruhxon
Shohruh Yuldashev, más conocido simplemente como Shohruhxon, es un cantante uzbeko, compositor y actor. Shohruhxon, se hizo famoso en Uzbekistán en 2002 con la canción "SMS".
Shohruhxon logró un gran éxito en el campo de la actuación. Shohruhxon ganó reconocimiento generalizado y reconocimiento en Uzbekistán después de protagonizar el drama uzbeko de 2006 Romeo y Julieta. Desde entonces, ha protagonizado muchas películas de comedia uzbekas. En particular, las películas "Yarim Baht", que se estrenó en las pantallas grandes en 2007, y "Boʻrilar" le dieron gran popularidad a la actriz.

## Biografía
Shohruh Yuldashev nació en Tashkent en 1985 en la familia del actor Zebo Navrozv. Después de graduarse de la escuela secundaria, ingresó al Instituto Estatal de Artes de Uzbekistán, donde se graduó en 2009.

## Carrera

### Carrera de cantante
Shohruhxon comenzó su carrera como cantante en 2004. Shohruhxon lanzó sus primeras canciones en 2006. Sus primeras canciones fueron "sms", "Higorim", "Sensiz", "Senda eat kalbim" y "Fashion". Durante su actividad creativa de 2010 a 2022, Shokhruhon lanzó muchas canciones, incluidas "Gulylolam", "Chorla", "Mening Koshygim", "Zoʻrsan", "Yiglar Osmon", "Shoshma", "Kogyrchok", "Zvezdy", " Komila", "Paryzod", "Aldamadim", "Yoningdaman", "Jonim dadam", "Yurak", "Gulym", "Telba", "Unamadi" y "Oddy bola", "Kino" han ganado gran popularidad entre los jóvenes gente.

### Carrera de actuación
Durante este tiempo, protagonizó varias películas. También comenzó a actuar en 2006. A pesar de los papeles protagónicos en Romeo y Julieta, La mitad de la felicidad y Sumalaku's Woe, recibió críticas positivas por su papel debut. Luego, el cantante protagonizó varias películas más, incluso en abril de 2007 en abril-mayo. En 2007, protagonizó la película "Lobos". Esta película le dio a Shohruhxon una gran popularidad y fanáticos. En 2008, protagonizó la película "Wolves 2". Esta película traerá a Hondanda aún más fama y fortuna. En 2009, protagonizó la película "City Elevator". 2010 "¡No al infierno, papá!" (Tahir and Zuhra 2 Reinterpretation) aparecerá en un pequeño papel en Missing y este año aparecerá en Missing. También protagonizó las películas Yorkie y Sen ketma del 2013.

## In the media
Shohruhxon también ha sido parte de varias listas de tiendas populares. Fue incluido en la lista de las 10 personas más deseadas de Uzbekistán en 2009 y 2010 por la revista Bella Terra Uzbekistán. Uz Daily lo nombró uno de los 5 cantantes masculinos más poderosos y los cantantes más populares en 2012 y 2013, respectivamente. En 2012, la revista Darkchi lo incluyó en la lista de "Habitación de hombres más favorita". En 2018, fue incluido en la lista de "Los mejores cantantes de Asia Central".

## Privacidad
Shohruhxon estuvo enamorado de Asal Shodieva, una famosa actriz de Uzbekistán, durante varios años, y Shohruhxon y Asal Shodieva se casaron en 2016.
- Padre: Alisher Yuldashev

- Madre: Zebo Navruzova

- Hermano: Shukhrat Yuldashev

- Hermano: Muhammad Ali Navruzov

- Esposa: Asal Shodieva

- Niño: Muhammad Yuusuf Yuldashev, 2019.

- Niño: Baxtiyor Yuldashev, 2022[11][12]

## Discografía
| Año de graduación | Nombre    | Compositor      |
| ----------------- | --------- | --------------- |
| 2006              | Moda      | Jasur Badalbaev |
| 2013              | Sen ketma | Jasur Badalbaev |
| 2016              | Yulduzlar | Jasur Badalbaev |

## Videoclips
| Año  | Nombre de la canción                                                                             | Director                                                |
| ---- | ------------------------------------------------------------------------------------------------ | ------------------------------------------------------- |
| 2006 | „Sms“                                                                                            |                                                         |
| 2006 | „Nigorim“                                                                                        |                                                         |
| 2006 | „Senda edi qalbim“                                                                               |                                                         |
| 2006 | „Sensiz“                                                                                         |                                                         |
| 2006 | „Moda“                                                                                           |                                                         |
| 2007 | „Boʻrilar“ (Shahriyor bilan)                                                                     |                                                         |
| 2007 | „Qalam qoshli“                                                                                   |                                                         |
| 2007 | „Aprel-may…“                                                                                     |                                                         |
| 2007 | „Yana sogʻinay“                                                                                  |                                                         |
| 2008 | „Quvgʻin“ (Shahriyor bilan)                                                                      |                                                         |
| 2009 | „Leylam“                                                                                         |                                                         |
| 2009 | „Parvona“                                                                                        |                                                         |
| 2010 | „Canción Del Mariachi (Los Lobos qoʻshigʻiga kaver)“ (Ulugʻbek Rahmatullayev bilan)              |                                                         |
| 2010 | „Gulilolam“                                                                                      | Nozim Jumayev                                           |
| 2010 | „Keldim“                                                                                         |                                                         |
| 2010 | „Dajonam“                                                                                        | Nozim Jumayev                                           |
| 2010 | „Manzillar“ (Dineyra bilan)                                                                      | Nozim Jumayev                                           |
| 2011 | „Muhabbatnoma“                                                                                   | Nozim Jumayev Narimon Sultonxoʻjayev                    |
| 2011 | „Chorla“                                                                                         | Narimon Sultonxoʻjayev                                  |
| 2011 | „Soʻnggi qoʻngʻiroq“                                                                             |                                                         |
| 2011 | „Qasos“ (Shahnoz bilan)                                                                          |                                                         |
| 2011 | „Zoʻrsan“                                                                                        |                                                         |
| 2011 | „Alvido“                                                                                         | Nozim Jumayev Nurimon Sultonxoʻjayev                    |
| 2012 | „Yigʻlar osmon“(Lola bilan)                                                                      |                                                         |
| 2013 | „Shoshma“ (Shahzoda bilan)                                                                       | Sarvar Isaev                                            |
| 2014 | „Mening qoʻshigʻim“                                                                              | Baxtiyor Latifxoʻjayev Rustam Murodov Yolqin Toʻychiyev |
| 2014 | „Qoʻgʻirchoq“                                                                                    | Yodgor Nosirov                                          |
| 2014 | „Men seni sevaman“                                                                               | Timur Primqulov                                         |
| 2014 | „Mening qoʻshigʻim“                                                                              |                                                         |
| 2015 | „Yulduzlar“                                                                                      | Yodgor Nosirov                                          |
| 2015 | „Komila qiz“(Muhriddin Xoliqov qoʻshigʻiga kaver)                                                | Sarvar Isaev                                            |
| 2015 | „Arazlama“                                                                                       |                                                         |
| 2016 | „Yigʻlama“                                                                                       |                                                         |
| 2016 | „Darak yoʻq“                                                                                     |                                                         |
| 2016 | „Yaxshi koʻraman“                                                                                |                                                         |
| 2016 | „Allo“ (Shahzoda bilan)                                                                          | Leibniz                                                 |
| 2016 | „Aldamadim“                                                                                      | Rustam Murodov Dilmurod Agzamov                         |
| 2017 | „Yigʻlama muhabbat“ (Shahriyor va Jahongir Foziljonov bilan) (Shuhrat Hakimov qoʻshigʻiga kaver) |                                                         |
| 2017 | „Parizod“ (Muhriddin Xoliqov qoʻshigʻiga kaver)                                                  |                                                         |
| 2017 | „Yoningdaman“                                                                                    | Dilmurod Agzamov                                        |
| 2017 | „Jonim dadam“                                                                                    |                                                         |
| 2017 | „Menga farqi yoʻq“                                                                               |                                                         |
| 2018 | Malikam                                                                                          |                                                         |
| 2018 | Yoningdaman                                                                                      |                                                         |
| 2018 | Ayamay                                                                                           |                                                         |
| 2020 | Unamaydi                                                                                         |                                                         |
| 2020 | Achinmayman                                                                                      |                                                         |
| 2020 | Yurak                                                                                            |                                                         |
| 2021 | Tik-Tok                                                                                          |                                                         |
| 2021 | Devona                                                                                           |                                                         |
| 2021 | Oddiy bola                                                                                       |                                                         |
| 2022 | Telba                                                                                            |                                                         |
| 2022 | Kino                                                                                             | Nurimon Sultonxoʻjayev                                  |
| 2022 | Barpo etaman                                                                                     | Nurimon Sultonxoʻjayev                                  |
| 2022 | Qahramon                                                                                         |                                                         |

## Concierto
| Año  | El nombre del concierto. | Sala de conciertos       |
| ---- | ------------------------ | ------------------------ |
| 2015 | Men seni sevaman         | Xalqlar doʻstligi saroyi |
| 2016 | Yulduzlar                | Xalqlar doʻstligi saroyi |
| 2017 | Zo’rsan                  | Xalqlar doʻstligi saroyi |
| 2018 | Yoningdaman              | Xalqlar doʻstligi saroyi |
| 2022 | Ey yor                   | Xalqlar doʻstligi saroyi |

## Filmografía
A continuación, en orden cronológico, hay una lista ordenada de películas en las que apareció Shohruhxon.
| Año  | Película                                        | Role            | Explicación  |
| ---- | ----------------------------------------------- | --------------- | ------------ |
| 2006 | Romeo va Julʼetta yoxud laʼnatlangan sevgi      | Ravshan / Romeo |              |
| 2006 | Yarim baxt                                      | Shohruhxon      |              |
| 2006 | Voy dod sumalak                                 | Shohruhxon      | Musiqiy film |
| 2007 | Aprel-may…                                      |                 |              |
| 2007 | Boʻrilar                                        | Baxtiyor        |              |
| 2008 | Quvgʻin                                         | Baxtiyor        |              |
| 2009 | Shaharlik olifta                                |                 |              |
| 2010 | Oxirgi qarz                                     | Baxtiyor        |              |
| 2010 | Ada emas, dada! (Tohir va Zuhra 2 yangi talqin) | Shohruhxon      | Musiqiy film |
| 2010 | Sogʻinch                                        | Ozod            |              |
| 2012 | Erka kuyov                                      | Toshpoʻlat      |              |
| 2013 | Yor-yor qani?                                   | Shohruhxon      |              |
| 2013 | Sen ketma                                       | Shohruhxon      |              |
| 2017 | Sayl                                            | Shohruhxon      | Musiqiy film |

## Premios y nominaciones
| Año  | De primera calidad                         | Nominación                       | Resultado                           |
| ---- | ------------------------------------------ | -------------------------------- | ----------------------------------- |
| 2010 | "M&TVA"                                    | "El mejor cantante del año"      | Ganador                             |
| 2010 | "Star hit parade" radio "Uzbegim taronasy" | disco dorado                     | Ganador (за песню «Omoney»)         |
| 2011 | "M&TVA"                                    | "El mejor cantante del año"      | Victoria                            |
| 2011 | "M&TVA"                                    | "El mejor video musical del año" | Victoria                            |
| 2011 | Radio "Star Hit Parade" "Uzbegim Taronasi" | "Disco de oro"                   | Ganador (за песню «Chorla»)         |
| 2012 | Radio "Star Hit Parade" "Uzbegim Taronasi" | "Disco de oro"                   | Ganador (por canción «Zo’rsan»)     |
| 2015 | «CityTV»                                   | "El mejor video musical del año" | Ganador (por canción «Komila qiz»)  |
| 2016 | «CityTV»                                   | "El mejor video musical del año" | Péremoga (por canción «Darak yo'q») |
| 2016 | «CityTV»                                   | "El mejor video musical del año" | Péremoga (por canción «Darak yo'q») |
| 2016 | "Éxitos de la temporada"                   | "El mejor video musical del año" | Péremoga (por canción «Darak yo'q») |
| 2017 | "Radio de coche"                           | "Avrtiv superior"                | Ganador                             |
| 2022 | Éxitos de la temporada                     | La mejor habitación del año.     | Ganador                             |